# Hull Trains
Hull Trains Ltd is een Britse spoorwegonderneming die langeafstandstreinen exploiteert tussen Londen en Hull. Hull Trains heeft geen concessie en voert de treindiensten uit op eigen initiatief, naar eigen inzichten en op eigen risico. Het bedrijf is in september 2003 opgericht en is eigendom van First Group.
Er wordt doordeweeks zeven keer per dag van Hull naar Londen en terug gereden. Op zaterdag is dat vijf keer per dag en op zondag vier keer per dag.
Stations:
- Hull
- Brough
- Howden
- Selby
- Doncaster
- Grantham
- Londen (Station London King's Cross)

## Afbeeldingen

Route (2010)
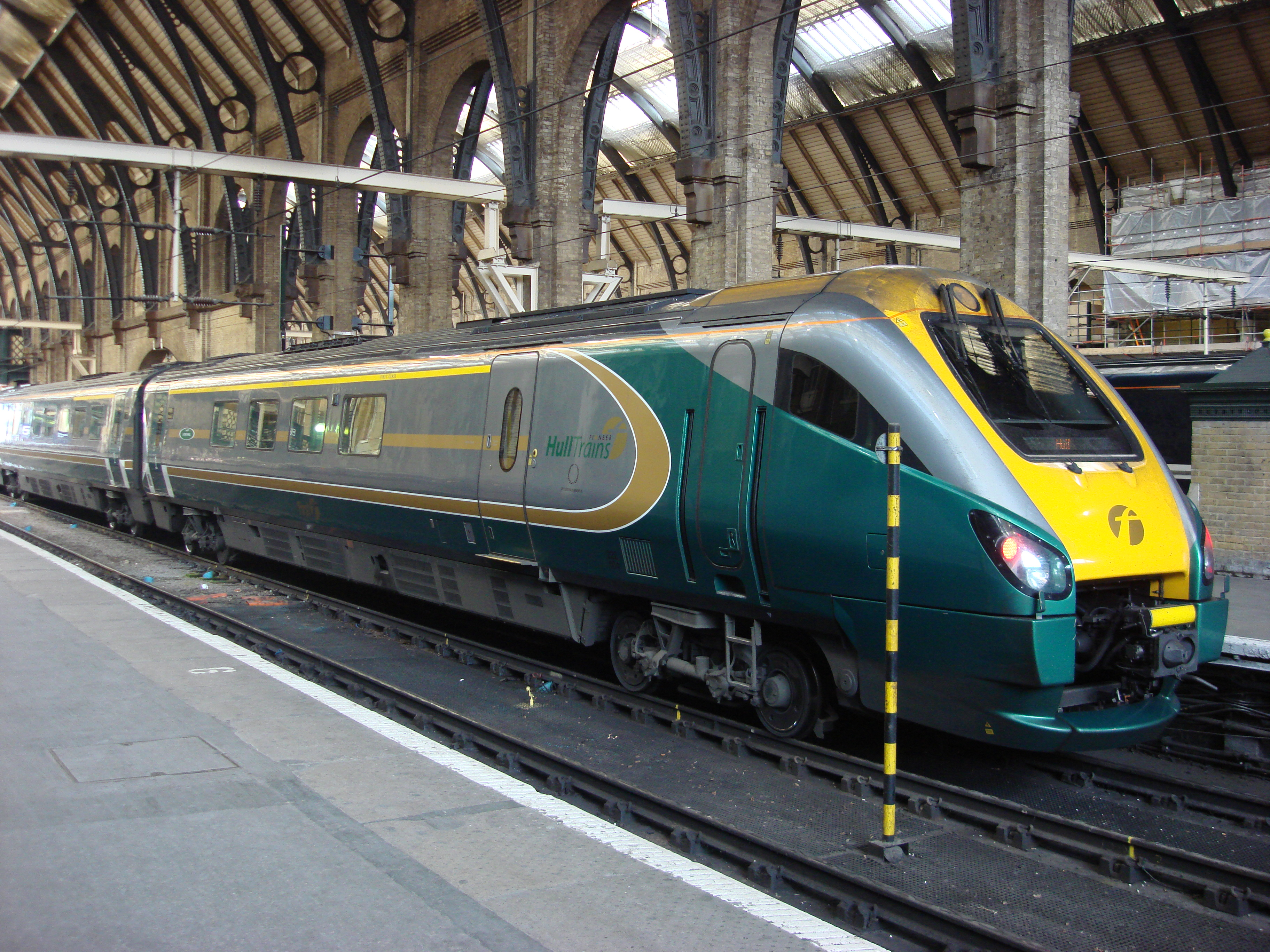
Class 222 in King's Cross
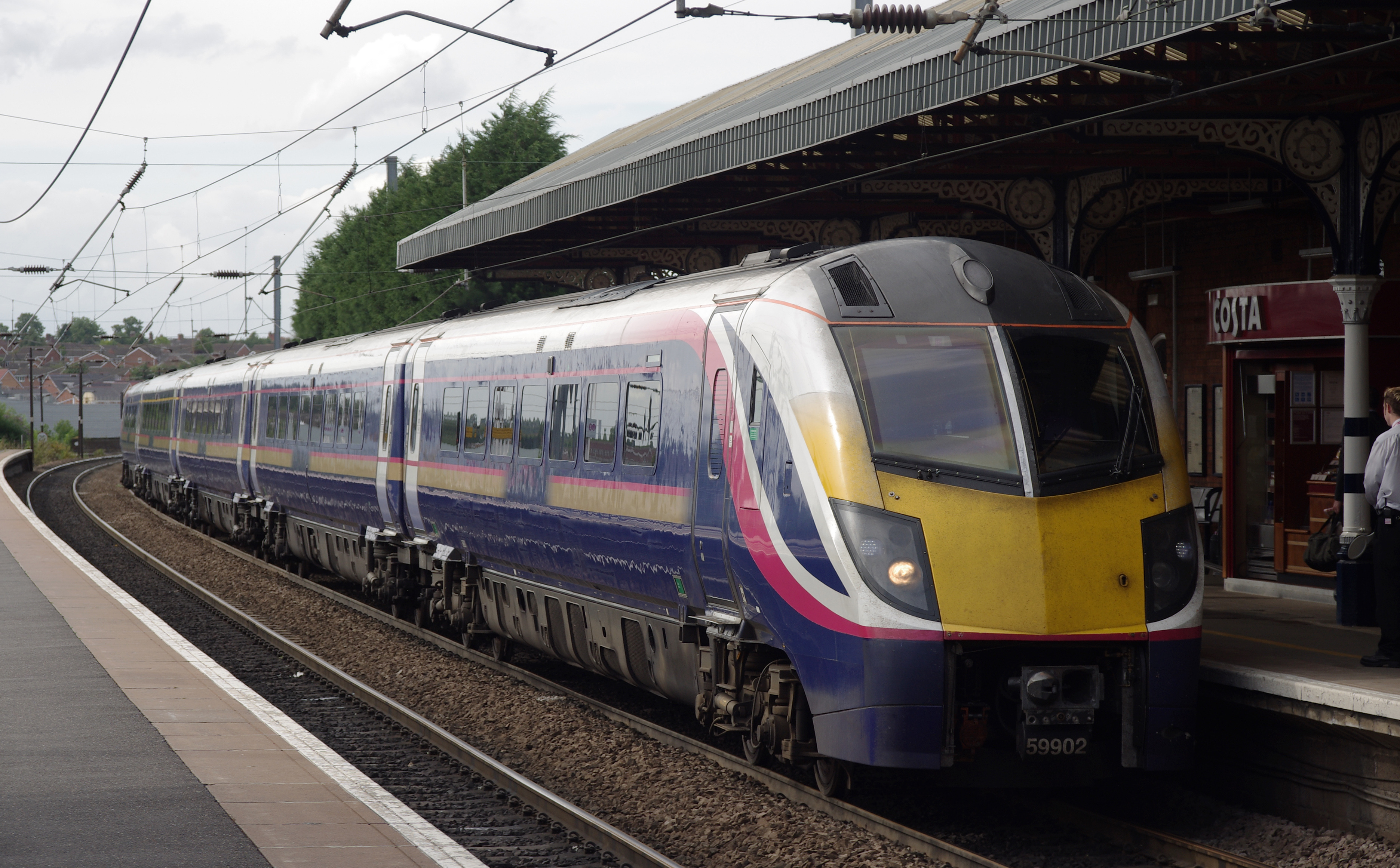
Class 180 in Grantham
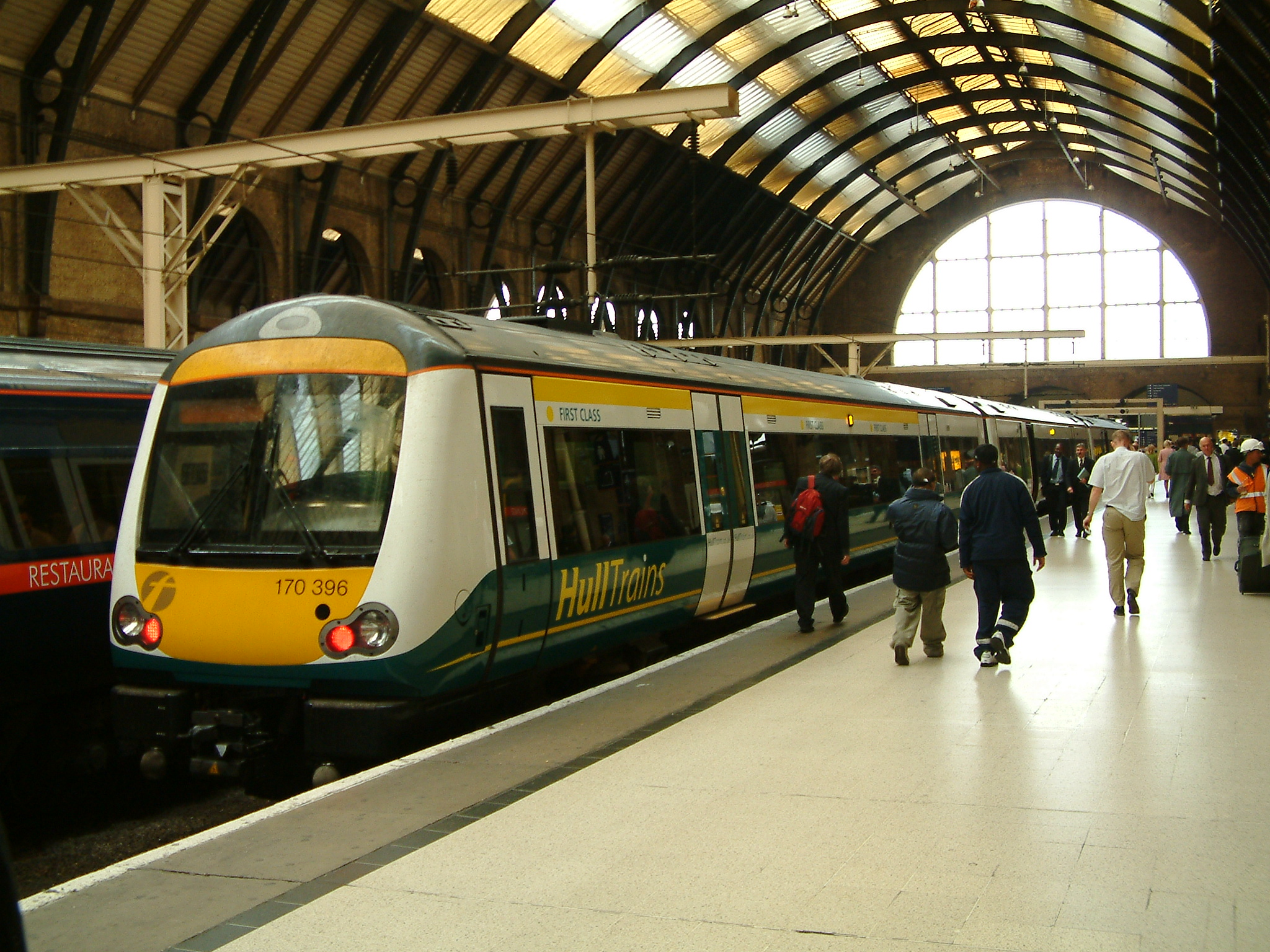
Class 170 in King's Cross